# Will Hoge

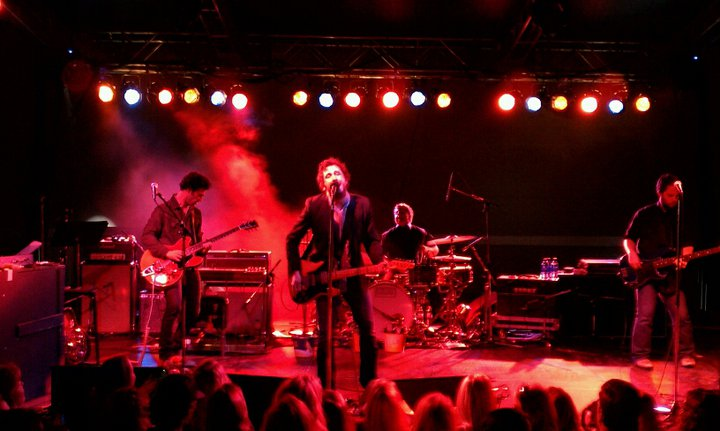
Will Hoge mit Band in Nashville

Will Hoge (* 1973 in Nashville) ist ein US-amerikanischer Southern-Rock-Musiker.
Hoge verbrachte seine Kindheit in Nashville und plante zunächst eine Karriere als Highschool-Lehrer, brach später jedoch zugunsten seiner musikalischen Karriere das Studium ab. Mitte der 90er gründete er seine erste Band, die jedoch erfolglos blieb. Später tourte er mit Dan Baird durch den Süden der USA und erregte die Aufmerksamkeit von Atlantic Records, die zunächst das unabhängig produzierte erste Album Carousel wiederveröffentlichten und 2003 das Album Blackbird on a Lonely Wire veröffentlichten. Da Atlantic das Album nur mäßig promotete, bat Hoge um die Auflösung seines Vertrags und veröffentlichte eine Reihe von Alben zunächst im Eigenverlag, um später einen Vertrag bei Rykodisk Records zu bekommen und das Album Draw The Curtains zu veröffentlichen. Nach einem Unfall im August 2008 musste Hoge zunächst eine Pause einlegen, um sich von seinen Verletzungen zu erholen. 2009 konnte er jedoch das nächste Album The Wreckage veröffentlichen.

## Diskografie
- 2001: Carousel
- 2003: Blackbird on a Lonely Wire
- 2004: The America EP
- 2005: During the Before and After
- 2006: The Man Who Killed Love
- 2007: Again Somewhere Tomorrow
- 2007: Draw the Curtains
- 2009: The Wreckage
- 2011: Number Seven
- 2013: Never Give In
- 2015: Small Town Dreams
- 2017: Anchors